# Nychas
Nychas (Ossetisch: Ныхас, letterlijk 'volksvergadering'), is een politieke partij in de Georgische afscheidingsregio en zelfverklaarde republiek Zuid-Ossetië die in 2013 werd opgericht. De partij heeft een Ossetisch nationalistische inslag en streeft verdere integratie met Rusland (en Noord-Ossetië) na. Nychas is sinds 2014 in het parlement vertegenwoordigd, en levert sinds 2022 de president van Zuid-Ossetië.

## Leiderschap
De partij werd tot voorjaar 2014 geleid door Roeslan Gaglojev, die op dat moment opgevolgd werd door Alan Alborov. Na de fusie in 2019 van Nychas met de door voormalig buitenlandminister David Sanakojev geleide Nieuw Ossetië partij, werd Sanakojev leider van Nychas voor de verkiezingen van dat jaar. In 2020 werd hij opgevolgd door Alan Gaglojev. Op 3 februari 2023 werd parlementslid Zita Besajeva op het partijcongres tot nieuwe partijvoorzitter gekozen.

## Geschiedenis
Nychas werd op 15 april 2013 geregistreerd als politieke partij. President Leonid Tibilov (2012-2017), in 2012 verkozen als partijloze, is vanaf de oprichting van de partij ermee geassocieerd. In 2014 werd de feitelijke maar ongeldig verklaarde winnares van de presidentsverkiezing in 2011 Alla Dzjiojeva boven in de kandidatenlijst van Nychas gezet voor de parlementsverkiezingen van 8 juni 2014, en werd in het parlement verkozen. Bij die verkiezing, voor de tweede keer volgens een geheel proportioneel systeem, haalde Nychas de kiesdrempel van 7% nipt waarmee het vier van de 34 zetels won. De partij verklaarde zich pro-presidentieel, en steunde in juni 2014 de Zuid-Osseetse erkenning van de zelfverklaarde Volksrepubliek Loegansk, gelegen in Oekraïne. Een Nychas parlementslid noemde de erkenning "een juiste stap, die de houding van Zuid-Ossetië ten opzichte van democratische instellingen laat zien". De partij steunde in 2015 het integratieakkoord met Rusland omdat "toetreding tot Rusland in dit stadium voorbarig" werd geacht, en dat dit verdrag de "belangrijkste strategische taak gesteld door president Leonid Tibilov, toetreding tot de Russische Federatie, nastreeft door maximale integratie met Groot-Rusland". In datzelfde jaar steunde het een voorstel tot het houden van een referendum over aansluiting bij Rusland, dat uiteindelijk niet doorging.
In 2016 was de partij samen met twee andere partijen uiterst kritisch op de autoritaire en onverantwoorde wijze van politiek bedrijven door parlementsvoorzitter Anatoli Bibilov en zijn Verenigd Ossetië partij, die een parlementaire meerderheid had. Onder meer vanwege de manier waarop de partij de minister van buitenlandse zaken David Sanakojev via een motie van wantrouwen probeerde te ontslaan. In 2017 verklaarde partijvoorzitter Alan Alborov op het partijcongres dat de partij 790 leden heeft, en dat de partij blijft bij haar ideologische hoofddoel, de "vereniging met Noord-Ossetië als onderdeel van de Russische Federatie". In 2019, tijdens de voorbereidingen naar de parlementaire verkiezingen, probeerde Nychas samen te gaan met Nieuw Ossetië partij van inmiddels voormalig minister van buitenlandse zaken David Sanakojev en de niet als partij erkende Alaanse Unie van Alan Gaglojev. Dit werd door het ministerie van Justitie verboden, waarna Nychas een unie aanging met Nieuw Ossetië. De beoogd leider van de combine, Alan Gaglojev, deed als partijloos districtskandidaat mee aan de verkiezingen van 2019 en werd verkozen. Hij werd in 2020 alsnog leider van Nychas, en werd in 2022 tot president van de republiek gekozen als kandidaat namens de Nychas partij.

## Verkiezingen

### Parlementsverkiezingen
Nychas won onder leiding van Alan Alborov bij de parlementsverkiezingen van 2014 vier van de 34 zetels in een volledig proportioneel stelsel, terwijl de ook nieuwe partij Verenigd Ossetië een meerderheid behaalde. Nychas steunde de regering van president Leonid Tibilov, maar na de verkiezing in 2017 van Anatoli Bibilov (Verenigd Ossetië) tot president ging Nychas in oppositie.
De parlementsverkiezingen van 2019 kende een gemengd kiessysteem waarin 17 leden werden gekozen via enkelvoudige districten en 17 leden door middel van evenredige vertegenwoordiging via partijlijsten, met een kiesdrempel van zeven procent. Nychas behaalde onder leiding van David Sanakojev drie zetels via de lijststem en won één districtszetel. Verenigd Ossetië won de verkiezing, maar verloor de meerderheid. Nychas bleef in oppositie tegen de regering van Bibilov.
Na de verkiezing in 2022 van Nychas-partijleider Alan Gaglojev tot president, wist de partij in 2024 de parlementsverkiezingen te winnen. Weliswaar behaalde Verenigd Ossetië de meeste stemmen, maar Nychas wist meer districten te winnen. De partij won zes zetels via de lijststem, vier zetels via de districten en wist kort na de verkiezingen ook de steun te verwerven van meerdere onafhankelijke kandidaten. Nychas claimde daarmee een meerderheid van 19 zetels, genoeg om zonder hun coalitiegenoot Volkspartij te regeren. Nychas had in naam in negen districten kandidaten in de race, maar had ook zogenaamd onafhankelijke kandidaten ingezet, waarbij het verborgen hield namens wie ze eigenlijk meededen.
| Verkiezing | Stemmen    | %     | Zetels  | +/–     | Leider          |
| ---------- | ---------- | ----- | ------- | ------- | --------------- |
| 2024       | 6.690 (#2) | 30,59 | 10 / 34 | 6       | Zita Besajeva   |
| 2019       | 3.198 (#3) | 14,37 | 4 / 34  | Stabiel | David Sanakojev |
| 2014       | 1.574 (#4) | 7,47  | 4 / 34  | 4       | Alan Alborov    |

### Presidentsverkiezingen
Bij de presidentsverkiezingen van 2017 steunde Nychas de kandidatuur van president Leonid Tibilov. Hij deed mee als partijloze kandidaat maar werd al langer met Nychas geassocieerd. Tibilov werd tweede in de verkiezing die gewonnen werd door Anatoli Bibilov. Bij de verkiezing in 2022 was Alan Gaglojev kandidaat namens Nychas, en won hij in de tweede ronde met 54,2% van de stemmen. 
| Verkiezing | Kandidaat                            | Eerste ronde | Eerste ronde | Tweede ronde | Tweede ronde | Resultaat |
| Verkiezing | Kandidaat                            | Stemmen      | %            | Stemmen      | %            | Resultaat |
| ---------- | ------------------------------------ | ------------ | ------------ | ------------ | ------------ | --------- |
| 2022       | Alan Gaglojev                        | 10.707       | 38,5         | n.n.b.       | 54,2         |           |
| 2017       | Steun Leonid Tibilov (Onafhankelijk) | 10.909       | 33,7         |              |              |           |